# Гражданство Германии
Гражданство Германии (нем. Deutsche Staatsangehörigkeit) — гражданство Федеративной Республики Германии в соответствии с законом о гражданстве. Все граждане ФРГ также являются гражданами Европейского союза. Пункт первый статьи 16 Конституции Германии гласит:

Никого нельзя лишить германского гражданства. Утрата гражданства может последовать только на основании закона, а против воли заинтересованного лица лишь в том случае, если оно тем самым не становится лицом без гражданства.
Оригинальный текст (нем.)Die deutsche Staatsangehörigkeit darf nicht entzogen werden. Der Verlust der Staatsangehörigkeit darf nur auf Grund eines Gesetzes und gegen den Willen des Betroffenen nur dann eintreten, wenn der Betroffene dadurch nicht staatenlos wird.

## История немецкого гражданства

### Появление единого гражданства Германии
До появления единого немецкого национального государства не существовало также единого немецкого гражданства. В XIX веке некоторые немецкие государства, как например Королевство Бавария (1818), Королевство Вюртемберг (1819) и Великое герцогство Гессен (1820) ввели гражданство на своих территориях. Гражданство созданного в 1867 году Северогерманского союза полностью основывалось на гражданствах входивших в него государств (Пруссии, Гессена и др.), сохранивших свои собственные гражданства. То есть гражданством Северогерманского союза обладал каждый, кто имел гражданство любого государства, входящего в него.
После создания единой Германской империи в 1871 году каждое входящее в неё государство, по-прежнему, сохраняло своё собственное гражданство. Дополнительно в 1913 году было введено и так называемое «непосредственное гражданство рейха» (нем. unmittelbare Reichsangehörigkeit), которое в результате натурализации получали иностранцы, проживающие в немецких колониях или за рубежом, бывшие граждане немецких государств, которые также более не проживали на территории единой империи, а также непосредственными гражданами Германской империи являлось большинство жителей Имперской земли Эльзас-Лотарингия. В 1934 году в рамках политики «гляйхшальтунга» гражданства земель Германии были отменены.
С принятием в 1935 году «закона о гражданстве рейха» (Reichsbürgergesetz), основанного на расовых принципах, все жители рейха разделялись на пять ступеней — рейхсбюргеры (Reichsbürger), немецкие граждане (Staatsangehörige), граждане на испытательный срок (Staatsangehörige auf Widerruf), лица под защитой государства (Schutzangehörige) и иностранцы, постоянно проживающие в Германии (Ausländer). При этом устанавливалось, что лица, не принадлежащие к немецкой или родственной крови, не могут быть рейхсбюргерами. Позднее в сопутствующих закону указах устанавливалось дополнительно, что евреи и цыгане также не могут быть гражданами или даже подзащитными государству лицами. После аншлюса Австрии в 1938 году все граждане Австрии получили немецкое гражданство. При этом немецкое гражданства не получили лица, которые ранее были лишены немецкого гражданства и их потомки. После войны всем лицам, имевшим австрийское гражданство на момент аншлюса, оно было возвращено, если в период 1938—1945 они добровольно не приняли гражданство иностранного государства.

### Послевоенное развитие
После окончания Второй мировой войны статус рейхсбюргеров был отменён. Все лица, добровольно или по рождению приобревшие немецкое гражданство, сохранили его. Однако массовое принятие в гражданство жителей Люксембурга или аннексированных регионов Франции были отменены оккупационными властями.
Немецкие граждане, оставшиеся на потерянных в результате войны «восточных областях», сохранили своё немецкое гражданство. В результате массовых депортаций этнических немцев из Восточной Европы в Германию после Второй мировой войны, появилась необходимость пересмотра законодательства. Так как не все депортированные немцы имели гражданство Германии, в конституцию вновь образованной ФРГ (статья 116) было включено понятие «статусных немцев», под которыми понимаются не имеющие немецкого гражданства беженцы и депортированные лица немецкой национальности и члены их семей, принятые на территории Германии после 31 декабря 1937 года.
Во времена разделения Германии ФРГ признавало лишь единое немецкое гражданство, происходящее от гражданства Германской империи. По этой причине продолжал действовать реформированный закон о гражданстве 1913 года, а не принимался новый закон о гражданстве. В частности, ФРГ признавало всех жителей ГДР гражданами Германии (фактически своими гражданами). Таким образом, любой гражданин ГДР мог запросто получить паспорт ФРГ, оказавшись на её территории. Некоторые граждане ГДР пользовались этим и, получив разрешение на посещение ФРГ, получали там загранпаспорт ФРГ и тайком выезжали в западные страны. Чтобы это предотвратить, правительство ГДР запретило своим гражданам получать загранпаспорта ФРГ. В соответствии с указом 1982 года все граждане ГДР, бежавшие в Западную Германию, были лишены гражданства ГДР.
Закон о гражданстве Германской империи продолжал действовать и в ГДР до 1967 года. Конституция ГДР до 1967 года также признавала лишь единое немецкое гражданство. И лишь в 1967 году в стране было введено собственное гражданство ГДР, которое получали все бывшие граждане Германии, проживавшие на территории ГДР на момент её создания (собственные паспорта в ГДР были введены ещё в 1953 году, причём как и в СССР это были многостраничные паспорта с графой «национальность»). Долгое время страны Запада также не признавали гражданства ГДР. Первым западным государством, признавшим гражданство ГДР, стала Австрия в 1975 году.
ФРГ долгое время не признавала введённого в 1967 году гражданства ГДР. Лишь в октябре 1987 года Конституционный суд ФРГ постановил, что любое лицо, получившее гражданство ГДР в порядке натурализации автоматически получает немецкое гражданство (по сути гражданство ФРГ).
Вплоть до 1990-х годов право на получение немецкого гражданства в ФРГ имели лишь этнические «статусные немцы» и члены их семей. Впервые натурализация иностранцев ненемецкого происхождения была предусмотрена законом об иностранцах (принят в 1965 году), где предусматривала сначала лишь натурализацию потомков мигрантов во втором и третьем поколении. При этом вплоть до 2000 года Германия запрещала множественное гражданство и требовала выхода из гражданства при натурализации. Однако сохранялись многочисленные исключения. В частности, дети межнациональных браков унаследовывали гражданства обоих родителей. В 2000 году вступила в действие актуальная реформированная редакция закона о гражданстве, которая значительно изменила существующие до тех пор практики.

## Современное положение

### Подтверждение наличия гражданства
Наличие немецкого гражданства может быть подтверждено следующими документами:
- Свидетельство о наличии немецкого гражданства (нем. Staatsangehörigkeitsausweis) — выдаётся соответствующими органами по заявлению.
- Персональная идентификационная карта ФРГ (нем. Personalausweis der Bundesrepublik Deutschland) — выполняет роль внутреннего удостоверения личности в Германии, а также внутри Европейского союза.
- Немецкий загранпаспорт (нем. Deutscher Reisepass) — паспорт гражданина Германии, выдаётся соответствующими органами по заявлению для совершения поездок на территории, требующие наличия заграничного паспорта.

### Приобретение и потеря гражданства ФРГ
Гражданство Германии приобретается по следующим условиям (см. § 3 закона о гражданстве):
- автоматически по рождению (в том числе по «принципу почвы» с исключениями);
- по заявлению (для лиц, рождённых от немецкого отца и иностранной матери);
- через усыновление немецкими гражданами;
- через выдачу свидетельства в соответствии с законом о беженцах и перемещённых лицах (немецкие беженцы);
- лицам немецкой национальности в смысле статьи 116 Основного закона ФРГ («статусные немцы»);
- иностранным гражданам в результате натурализации.

Несмотря на то, что статья 16 Основного закона ФРГ запрещает лишение гражданства Германии без согласия человека, в определённых условиях человек может потерять гражданство или лишиться его (см. § 17 закона о гражданстве):
- усыновление немецкого ребёнка иностранцем;
- добровольный отказ от немецкого гражданства по заявлению (в случае, если лицо имеет другие гражданства);
- добровольный отказ от немецкого гражданства в случае приобретения гражданства другого государства;
- приобретение гражданства иностранного государства по заявлению (с 2007 года более не распространяется на Швейцарию и страны ЕС);
- вступление в вооружённые силы иностранного государства (при наличии гражданства других стран);
- если выяснится, что условия, приведшие к получению гражданства, получены обманным путём.

Потеря гражданства одним лицом не влечёт потери гражданства других лиц (например, его детей), если они достигли возраста 5 лет.

### Натурализация иностранцев
В 2013 году 112 350 иностранцев приняло немецкое гражданство, из них 28 тысяч граждан Турции, 5,5 тысяч — граждан Польши и 4,5 тысяч — граждан Украины. По данным бюро статистики, количество натурализированных иностранцев ежегодно снижается. В 2015 году было натурализировано 107.200 человек, в том числе 19,7 тысяч граждан Турции, 5,9 тысяч — Польши, 4,2 тысяч — Украины, 3,8 тысяч — Косово, по 3,4 тысячи — Италии и Ирака. Также сообщается, что лишь 2,2 % всех живущих в Германии иностранцев, теоретически удовлетворяющих требованиям, предъявляемым к иностранцам, желающим стать гражданами ФРГ, проходят процедуру натурализации.
По данным бюро статистики за 2011 год, в Германии проживало 4,3 миллиона человек с двойным гражданством. В первую очередь, немецкие граждане, имеющие также гражданство другого государства, обладают паспортами Польши, России и Турции. В частности, около 400 тысяч проживающих в Германии турок имеют паспорта Германии и Турции, в то же время около 1,5 миллионов турок в Германии не имеют немецкого гражданства и около 800 тысяч имеют лишь немецкий паспорт.
В январе 2024 года Бундестаг принял поправки к закону о гражданстве, которые после вступления в силу в июне того же года позволяют приобрести гражданство Германии без отказа от предыдущего гражданства. Для получения гражданства стало достаточно легально прожить в Германии 5 лет (вместо 8), а в определённых случаях этот срок может быть сокращён до 3 лет. При этом ужесточены требования к признанию основ свободного демократического порядка: расизм, антисемитизм и другие формы человеконенавистничества исключают возможность получения гражданства.